# NGC 4752
NGC 4752 (również PGC 43555) – galaktyka spiralna (S), znajdująca się w gwiazdozbiorze Warkocza Bereniki. Odkrył ją William Herschel 12 kwietnia 1784 roku.